# Dipòsit d'aigua i hangars (Ripoll)
El Dipòsit d'aigua i hangars és una obra de Ripoll protegida com a Bé Cultural d'Interès Local.

## Descripció
Ambdues edificacions estan pròximes a la desapareguda línia de ferrocarril de Sant Joan de les Abadesses. El dipòsit d'aigua, que servia per proveir d'aigua les màquines del ferrocarril, està construït amb pedres de riu, morter de calç, i maó vist. Els tres hangars, de construcció posterior, vinculada amb el ferrocarril transpirinaic tenen una coberta, de teula àrab a dues vessants; una placa giratòria, davant mateix dels tres hangars possibilitava l'accés de les màquines.